# Лушниково (Кедровий міський округ)
Лу́шниково (рос. Лушниково) — селище (в минулому село) у складі Кедрового міського округу Томської області, Росія.

## Населення
Населення — 203 особи (2010; 300 у 2002).
Національний склад (станом на 2002 рік):
- росіяни — 86 %